# Mischa Zupko
Mischa Zupko (Chicago, 1971) is een Amerikaans componist, muziekpedagoog, dirigent en pianist. Hij is de zoon van de componist Ramon Zupko.

## Levensloop
Zupko kreeg zijn eerste muziekles van zijn vader, de componist Ramon Zupko en de pianist Phyllis Rappeport. Hij studeerde aan de Northwestern-universiteit in Evanston bij Emilio Del Rosario en David Kaiserman en behaalde zijn Bachelor of Music aldaar. Vervolgens studeerde hij aan de Indiana University in Bloomington bij Eugene O’Brien, Don Freund, David Dzubay, Fredrick Fox en Augusta Read-Thomas, behaalde zijn Master of Music en promoveerde aldaar tot Doctor of Musical Arts. Verder studeerde hij bij Bernard Rands en John Harbison tijdens de zomercursussen bij het Aspen Music Festival.
Als docent is hij verbonden aan de School of Music van de DePaul-universiteit in Chicago, Roosevelt-universiteit in Chicago en het Trinity Christian College.
Zupko werkt als pianist en verzorgde optredens met het "Kylix New Music Ensemble", het "Indiana University New Music Ensemble" en andere groepen. Hij is eveneens verbonden als dirigent aan de "Chicago Virtuosi" en directeur van het muziekprogramma van de "Lutheran Church of the Ascension" in Northfield.
Voor zijn composities werd hij bekroond met verschillende prijzen en onderscheidingen, zoals een 1e prijs tijdens de American Composer's Competition georganiseerd door het "Pacific Symphony Orchestra", de Lee Ettelson Composers Award, de USA International Harp Competition Composition Contest, drie ASCAP Morton Gould Young Composers Awards, de Kaplan Award, de First Music Award van de "New York Youth Symphony", de Ruth and Emil Beyer Award van de "National Federation of Music Clubs", de Jacob Druckman Prize van het "Aspen Music Festival" en finalist in the "Rome Prize Competition". Tegenwoordig is hij huiscomponist van het Music Institute of Chicago en het Fulcrum Point New Music Project in Chicago.

## Composities

### Werken voor orkest
- 1997 Lumens, voor orkest
- 2000 Canter Into Black, voor orkest
- 2004 Ichabod, voor orkest
- 2004 Still, voor orkest

### Werken voor harmonieorkest
- 2008 Flicker, voor harmonieorkest

### Vocale muziek

#### Werken voor koor
- 2011 God Has Gone Up, voor gemengd koor, cello, slagwerk en piano

#### Liederen
- 1996 Visions of a Forgotten Soul, voor bariton en strijkkwartet
- 2000 The Jewel, voor tenor en cello
- 2002 Towards You, voor mezzosopraan, klarinet, viool, altviool en cello
- 2004 Addendum, voor sopraan en piano

### Kamermuziek
- 1998 Jasmine's Looking Glass, voor dwarsfluit, klarinet, viool, cello, piano en slagwerk
- 1999 Sonata, voor fagot en piano
- 1999 Fahrenheit, voor piano en groot kamerensemble
- 2000 In Transit, voor altsaxofoon en piano[1]
- 2002 The Seventh Seal, voor altsaxofoon en orgel
- 2002 Seven Deadly Sins, voor dwarsfluit en piano
- 2002 Harpsichord Concerto, voor klavecimbel en strijkkwartet
- 2003 Processional, voor altsaxofoon en orgel
- 2005 Shades of Grey, voor viool en piano
- 2006 Nuevo Dia, voor altsaxofoon, viool, cello, piano en slagwerk
- 2007 Source of Breath, Source of Life, voor dwarsfluit, klarinet, viool, cello, piano en slagwerk
- 2010 Fallen, voor cello en piano
- 2011 Untouchable, voor trompet en orgel
- Canudos, voor flügelhorn, baritonsaxofoon en piano[2]

### Werken voor orgel
- 2006 Dawning

### Werken voor piano
- 2001 Five Etudes
- 2003 Ghost Variation
- 2007 Sonata Maqâm

### Werken voor harp
- 2000 Despedida

### Elektronische muziek
- 1999 Shunt, voor piano en bandrecorder

## Media
1. ↑  In Transit (Uittreksel) door Jeremy Ruthrauff (altsaxofoon) en de componist aan het piano. Gearchiveerd op 23 mei 2025.
2. ↑  Canudos door Stephen Burns (flügelhorn), Jeremy Ruthrauff (baritonsaxofoon) en de componist aan het piano. Gearchiveerd op 26 januari 2025.

- Gemeinsame Normdatei: 1089800142
- International Standard Name Identifier: 0000 0000 3877 8177
- Library of Congress Control Number: no00052941
- MusicBrainz: 4736e5e1-6b16-4635-96ef-6bf04530e084
- Virtual International Authority File: 53696682
- WorldCat: E39PBJyWQbv9yDgVfPPHf8qmh3